# Franklinville (pueblo)
Franklinville es un pueblo ubicado en el condado de Cattaraugus en el estado estadounidense de Nueva York. En el año 2000 tenía una población de 3.128 habitantes y una densidad poblacional de 23.3 personas por km².

## Demografía
Según la Oficina del Censo en 2000 los ingresos medios por hogar en la localidad eran de $31,992, y los ingresos medios por familia eran $37,250. Los hombres tenían unos ingresos medios de $28,684 frente a los $21,618 para las mujeres. La renta per cápita para la localidad era de $14,035. Alrededor del 13.6% de la población estaban por debajo del umbral de pobreza.